# Man (Costa do Marfim)

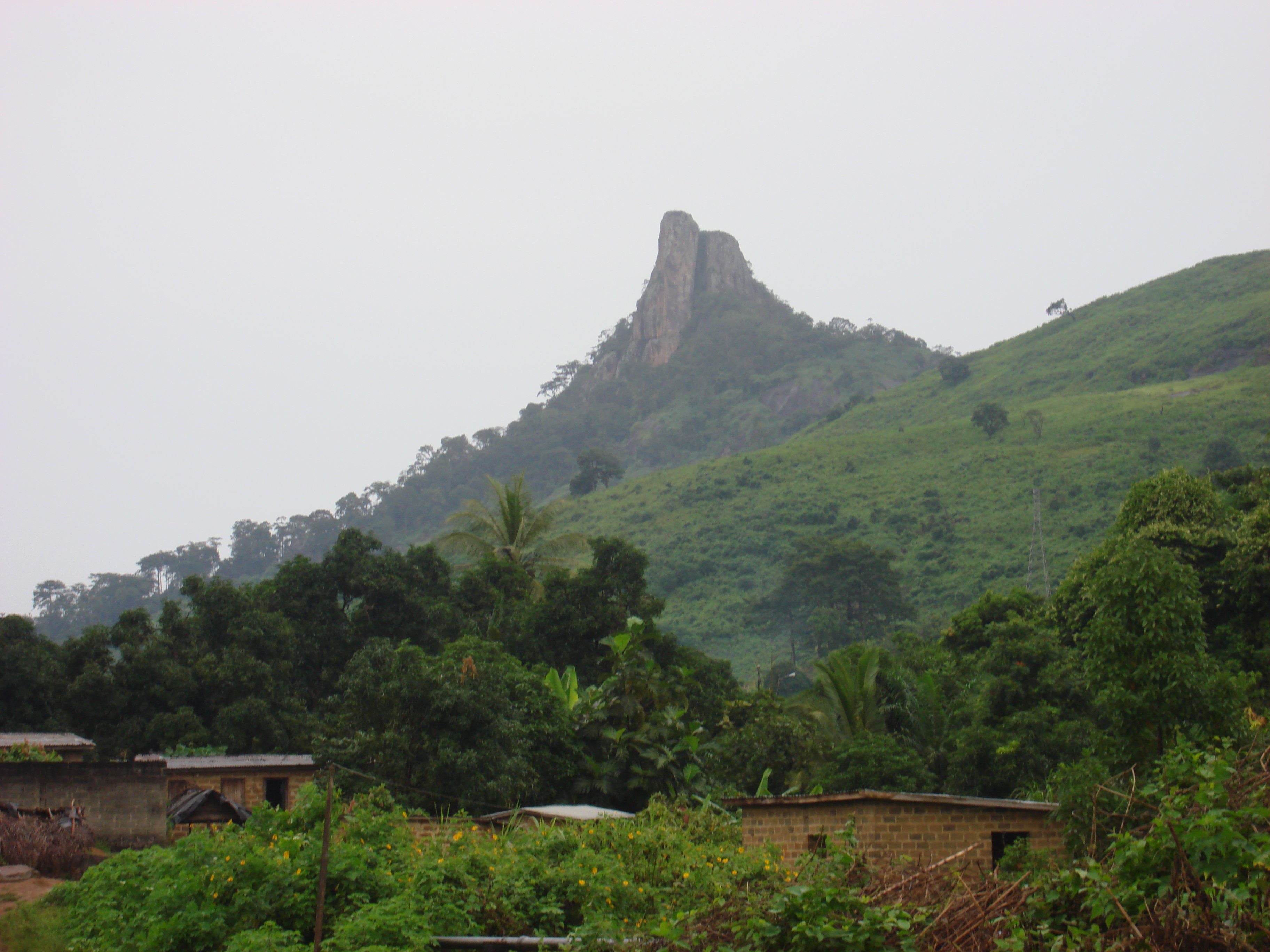
La Dent de Man.

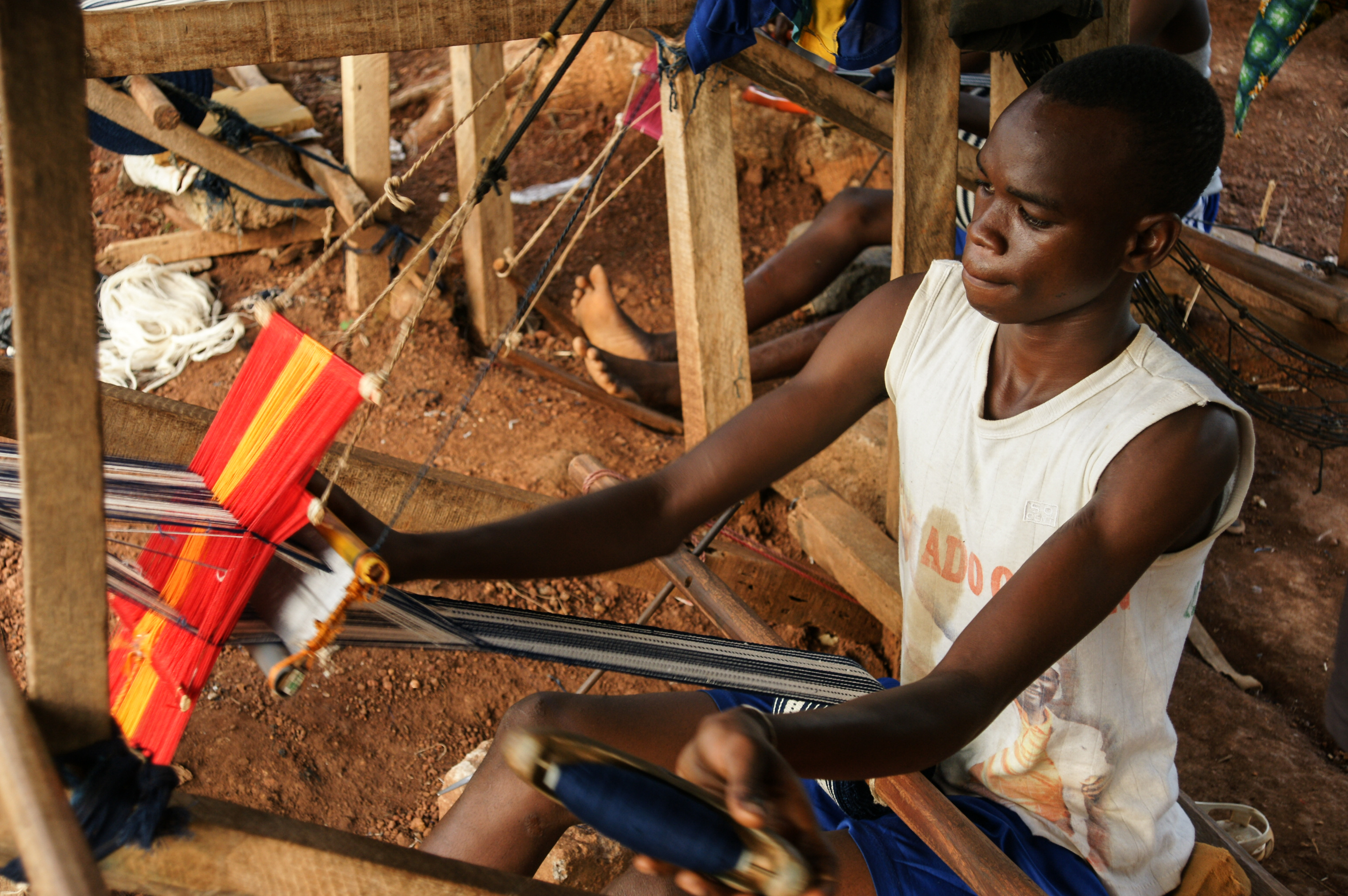
Tecelagem

Man é uma vila no departamento de Man no centro oeste da Costa do Marfim. É parte da região Dix-Huit Montagnes e é uma importante Market town situada entre montanhas incluindo Monte Toura e Monte Tonkoui, os dois mais altos no país, e La Dent de Man, popular com alpinistas. A cidade fica perto de um aeroporto e também é conhecida por uma cachoeira vizinha. População: 150000.
Em novembro de 2003, foi uma das duas principais cidades (a outra foi Bouaké), mantida pelo ex-grupo rebelde Movimento patriótico da Costa do Marfim (MPCI).
Man é uma região agrícola. Existe muito cacau, arroz, café, mandioca, banana (Banana-da-terra), e plantações de soja. A região de Man é a maior produtora de café na Costa do Marfim. Man também é a sede de uma fábrica UNICAFÉ (The National Coffee Manufacturer of Côte d'Ivoire).
As atrações principais em torno de Man são: La Cascade, o Tooth of Man, e a Monkey Forest. A cachoeira La Cascade, está situada no lado oeste da cidade. Está cerca de duas milhas da Le Lycee Professionel de Man (uma escola de engenharia). La Cascade é cercada por uma floresta de bambu, que é o habitat de muitas libélulas coloridas e uma grande variedade de borboletas. O Tooth of Man é um afloramento rochoso com ampla vista para a cidade. A Monkey Forest é numa área densamente arborizada em que vivem os macacos, para um turista pequena taxa pode persuadir os residentes locais a chamar os macacos fora de seu habitat florestal.
O mercado central de Mancompra e vende uma grande variedade de tecidos (Yacouba roupas tradicionais, assim chamada Boubou Yacouba), e uma coleção interminável máscaras de Dan-Yacouba.
Os hotéis mais conhecidos são: "Hotel les Casacades", "Tanhotel", e "Hotel Beau Sejour". Os hotéis estão bem equipados com TV via satélite, piscinas, linhas de telefone, e bom serviço é fornecido.
O bairro Doyagouinē está situado na entrada da cidade. Esta área de Man é bem conhecida por sua vida noturna, onde se tem a oportunidade de provar cozinha africana específica desta área.
A cidade é a sede da Diocese de Man, com a Catedral de São Miguel.